# Gente que viene y bah
Gente que viene y bah es una comedia romántica española del 2019 dirigida por Patricia Font y protagonizada por Clara Lago, Alexandra Jiménez y Carmen Maura. Está basada en la novela de Laura Norton.

## Sinopsis
Bea es una joven y talentosa arquitecta, que descubre que su novio la engaña con una de las presentadoras más hermosas de la televisión, y es despedida con una indemnización ridícula. Al estar arruinada, toma la decisión de volver a su pueblo natal, donde, además de un paisaje idílico, le espera un futuro incierto, una familia peculiar y un vecino «misterioso».

## Reparto
- Clara Lago como Bea Vélez.
- Alexandra Jiménez como Irene Vélez.
- Carmen Maura como Ángela Vélez.
- Álex García como Diego Andrada.
- Paula Malia como Débora Vélez.
- Carlos Cuevas como León Vélez.
- Fernando Guallar como Víctor.
- León Martínez como Fin.
- Ferrán Vilajosana como Jacobo.
- Eduardo Ferrés como Juan.
- Marta Belmonte como Rebeca Ramos.
- Núria Gago como Chavela.
- Annabel Totusaus como Señora.
- David Martín Surroca como Manifestante / Oficinista.